# 1656
1656 (MDCLVI) je bilo prestopno leto, ki se je po gregorijanskem koledarju začelo na soboto, po 10 dni počasnejšem julijanskem koledarju pa na torek.

## Dogodki
- razkol v ruski pravoslavni cerkvi; sledi preganjanje starovercev.

## Rojstva
- 8. november - Edmond Halley, angleški astronom, geofizik, matematik, fizik (29. oktober - stari koledar) († 1742)

## Smrti
- 16. januar - Roberto de Nobili, italijanski jezuitski misijonar v Indiji (* 1577)